# Géomembrane bitumineuse
 (janvier 2024).
 (janvier 2024).

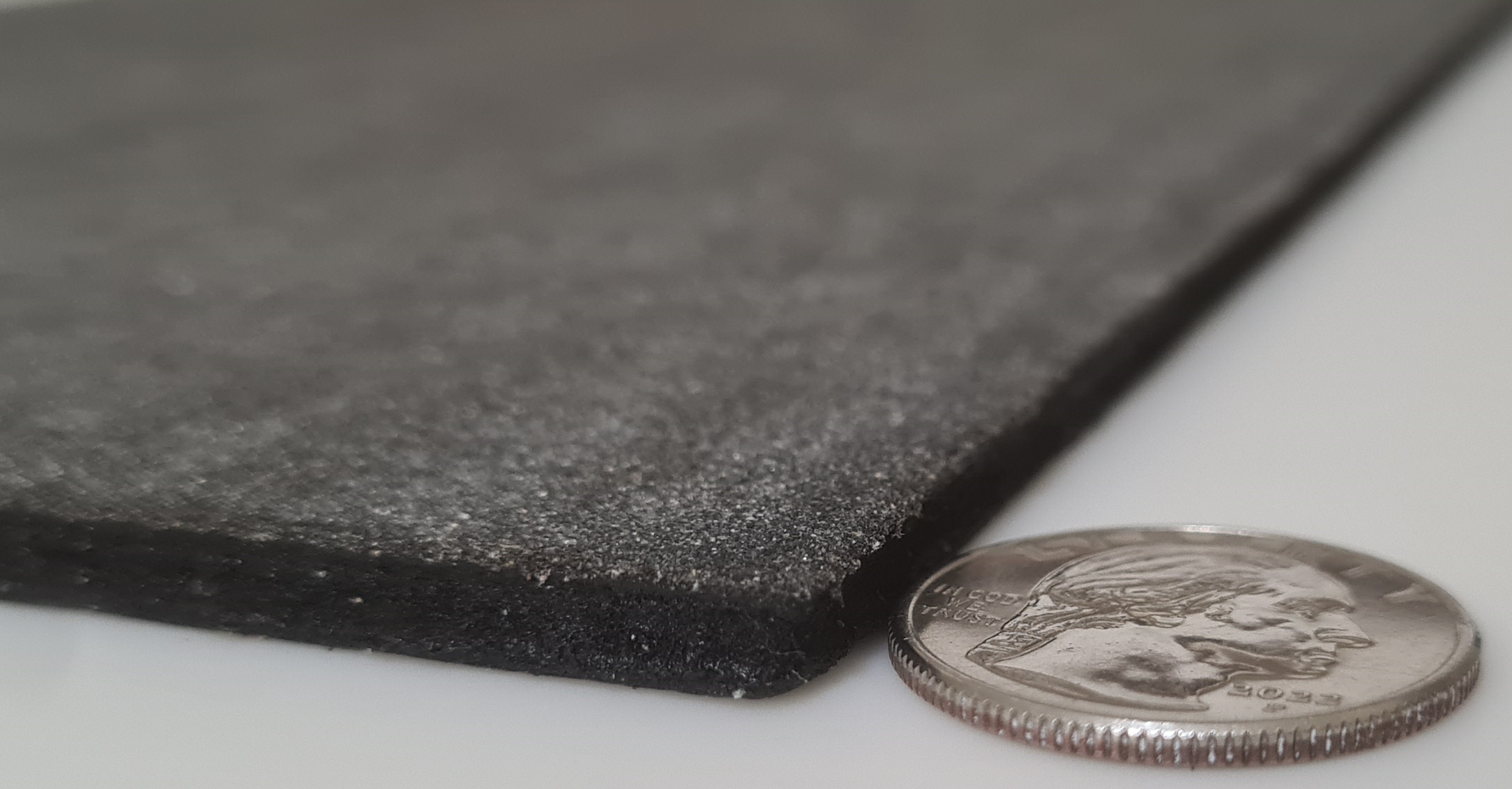
Échantillon de géomembrane bitumineuse

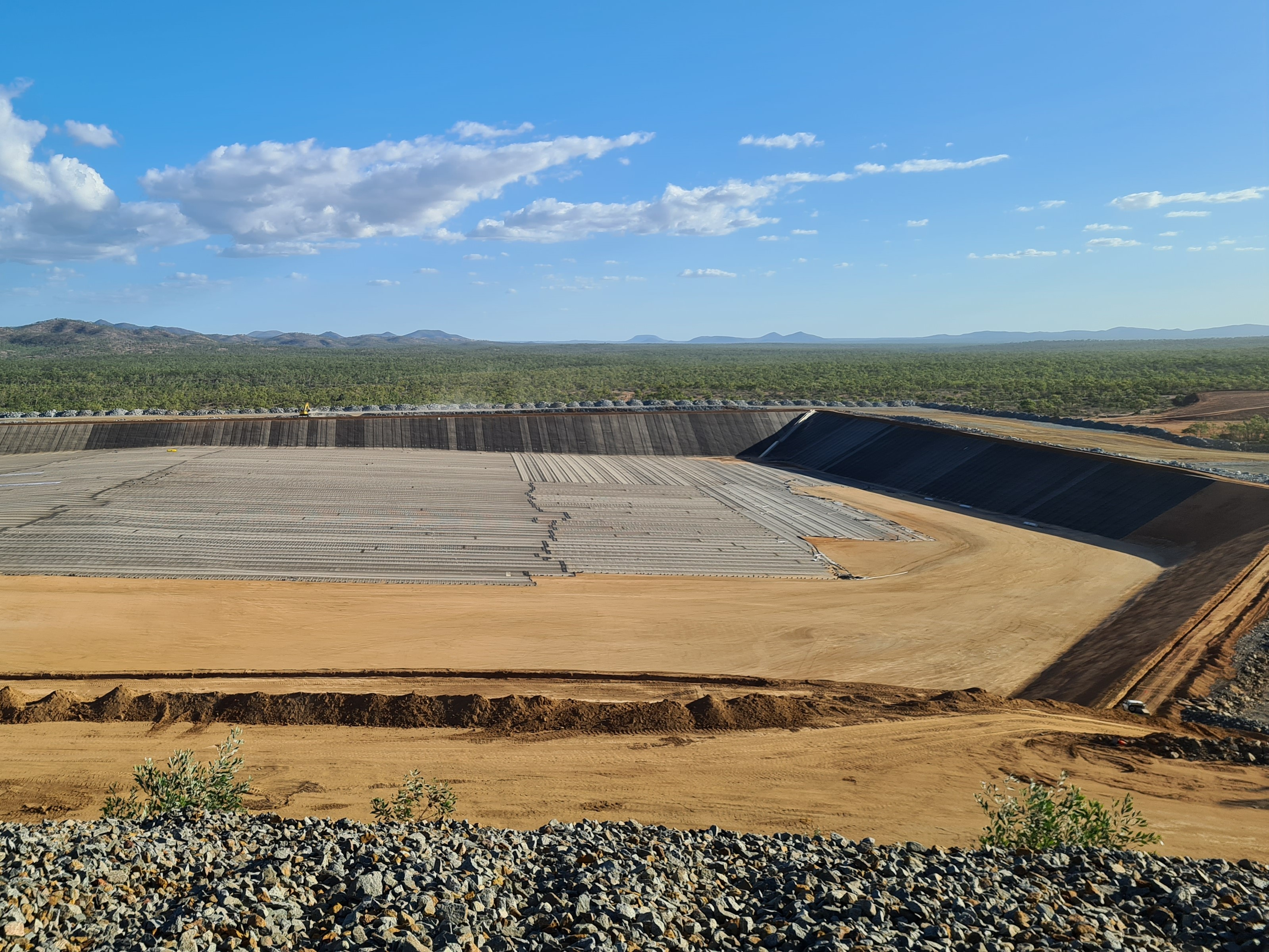
Installation d'une géomembrane bitumineuse dans un mines bassin de résidus.

La géomembrane bitumineuse (BGM), est un type de géomembrane composée d'un géotextile de renforcement pour assurer sa résistance mécanique et de bitume élastomère (souvent appelé « asphalt » aux États-Unis) pour assurer l'étanchéité. D'autres composants, tels que du sable, un voile de verre et/ou un film en polyester peuvent être incorporés dans la fabrication d'une BGM. Les géomembranes bitumineuses se distinguent des matériaux d'étanchéité bitumineux utilisés dans les bâtiments en partie en raison de leur largeur de rouleau importante, pouvant dépasser 5 mètres, et de leur épaisseur allant jusqu'à 6,0 mm.
Les géomembranes bitumineuses sont conçues pour la protection de l'environnement, les infrastructures civiles et les applications minières.

## Histoire
La première utilisation estimée du bitume remonte à 40 000 ans à l'âge paléolithique et l'utilisation historique du bitume en tant que produit d'étanchéité est vaste. Le développement moderne de la géomembrane bitumineuse peut être retracé jusqu'au premier système de double revêtement (en) conçu en 1974 par le pionnier des géosynthétiques, Jean-Pierre Giroud. Cette géomembrane bitumineuse novatrice est fabriquée en pulvérisant du bitume chaud in situ sur un géotextile en polyester. Peu de temps après cette première installation, des BGM fabriquées en usine sont développées en imprégnant à chaud un géotextile par du bitume modifié, permettant un haut niveau de contrôle qualité. Les BGM appliquées par pulvérisation ont disparu depuis 1988.